# 원덕현
원덕현(1996년 8월 9일 ~ )은 대한민국의 배우이다.

## 학력
- 서울신길초등학교
- 성남중학교
- 성남고등학교
- 중앙대학교 철학과 (졸업)

## 연기 활동

### 드라마
- 2003년 SBS 대기획 《올인》
- 2003년 MBC 소설극장 《그대 아직도 꿈꾸고 있는가》
- 2003년 MBC 특별기획드라마 《대장금》 ... 어린 연산군 역
- 2003년 KBS2 아침드라마 《나는 이혼하지 않는다》 ... 한다운 역
- 2004년 KBS1 TV소설 《그대는 별》 ... 서호경 역
- 2004년 SBS 광복60년 대하드라마 《토지》 ... 어린 최윤국 역(오태경 아역)
- 2005년 SBS 특별기획 《프라하의 연인》
- 2005년 KBS2 어린이드라마 《641 가족》 ... 천재호 역
- 2006년 SBS 설날특집극 《박치기왕》 ... 김대복 역
- 2006년 KBS2 미니시리즈 《굿바이 솔로》
- 2008년 MBC 창사47주년 특별기획드라마 《에덴의 동쪽》 ... 10세 신명훈[이명훈] 역(박해진 아역)
- 2009년 KBS2 월화미니시리즈 《남자 이야기》 ... 어린 채도우 역(김강우 아역)
- 2010년 MBC 특별기획드라마 《김수로》 ... 어린 이진아시 역
- 2012년 MBC 기획특집극 《못난이 송편》 ... 어린 오태수 역(오민석 아역)
- 2014년 KBS 특별기획 대하드라마 《정도전》 ... 어린 정몽주 역
- 2014년 KBS2 특별기획드라마 《왕의 얼굴》 ... 신성군 역
- 2015년 MBC 수목미니시리즈 《앵그리맘》 ... 안범(동칠의 동생) 역
- 2017년 SBS 드라마스페셜 《다시 만난 세계》 ... 치수 역

### 영화
- 2002년 《해안선》 ... 어린 아이 역
- 2005년 《초승달과 밤배》 ... 어린 난나 친구 역
- 2006년 《백만장자의 첫사랑》 ... 어린 강재경 역(현빈 아역)
- 2009년 《백야행 - 하얀 어둠 속을 걷다》 ... 어린 김요한 역(고수 아역)